# بمباران اتمی هیروشیما و ناگاساکی
بمباران اتمی هیروشیما و ناگاساکی (به ترتیب ۶ و ۹ اوت ۱۹۴۵ به وقت ژاپن) دو عملیات اتمی بودند که در زمان جنگ جهانی دوم به دستور هری ترومن، رئیس‌جمهور وقت آمریکا، علیه امپراتوری ژاپن انجام گرفتند. در این دو عملیات، دو بمب اتمی به فاصله ۳ روز روی شهرهای هیروشیما و ناگاساکی انداخته شد که باعث ویرانی و کشتار گسترده شهروندان این دو شهر گردید. نزدیک به ۲۲۰٬۰۰۰ نفر در اثر این دو بمباران اتمی جان باختند که شامل ۲۰٬۰۰۰ نظامی ژاپنی و بقیه را شهروندان غیرنظامی تشکیل می‌دادند. بیش از ۱۰۰٬۰۰۰ نفر بلافاصله هنگام بمباران کشته شدند و بقیه تا پایان سال ۱۹۴۵ بر اثر اثرات مخرب تشعشعات رادیو اکتیو جان خود را از دست دادند. بمباران‌های هوایی بین ۱۵۰٬۰۰۰ تا ۲۴۶٬۰۰۰ نفر را کشتند که بیشتر آن‌ها غیرنظامی بودند. این بمباران‌ها همچنان تنها موارد استفاده از سلاح‌های هسته‌ای در یک درگیری مسلحانه در تاریخ هستند. ژاپن تسلیم خود به متفقین را در ۱۵ اوت، شش روز پس از بمباران ناگاساکی و اعلام جنگ اتحاد جماهیر شوروی علیه ژاپن و تهاجم به منچوری، اعلام کرد. دولت ژاپن در ۲ سپتامبر سند تسلیم را امضا کرد و جنگ را پایان داد.
در سال پایانی جنگ جهانی دوم، متفقین برای تهاجمی پرهزینه به خاک اصلی ژاپن آماده شدند. این اقدام با یک کارزار بمباران متعارف و آتش‌سوزی همراه بود که ۶۴ شهر ژاپن، از جمله عملیاتی در توکیو، را ویران کرد. جنگ در اروپا با تسلیم آلمان در ۸ مه ۱۹۴۵ پایان یافت و متفقین تمام توجه خود را به جنگ اقیانوس آرام معطوف کردند. تا ژوئیه ۱۹۴۵، پروژه منهتن متفقین دو نوع بمب اتمی تولید کرده بود: «پسر کوچک»، یک سلاح شکافت هسته‌ای از نوع تفنگی با اورانیوم غنی‌شده، و «مرد چاق»، یک سلاح هسته‌ای از نوع انفجار پلوتونیومی. گروه ترکیبی ۵۰۹ نیروی هوایی ارتش آمریکا با نسخه تخصصی سیلورپلیت هواپیمای بوئینگ بی-۲۹ سوپرفورترس آموزش دیده و مجهز شده بود و به جزیره تینیان در جزایر ماریانا اعزام شد. متفقین در اعلامیه پوتسدام در ۲۶ ژوئیه ۱۹۴۵ خواستار تسلیم بی‌قیدوشرط نیروهای مسلح امپراتوری ژاپن شدند و در غیر این صورت «نابودی سریع و کامل» را وعده دادند. دولت ژاپن این اولتیماتوم را نادیده گرفت.
موافقت بریتانیا برای بمباران، طبق توافق‌نامه کبک، اخذ شد و دستورات در ۲۵ ژوئیه توسط ژنرال توماس تی. هندی، سرپرست موقت ستاد کل ارتش آمریکا، برای استفاده از بمب‌های اتمی علیه هیروشیما، کوکورا، نیگاتا و ناگاساکی صادر شد. این اهداف به این دلیل انتخاب شدند که مناطق شهری بزرگی بودند که امکانات نظامی مهمی نیز داشتند. در ۶ اوت، بمب «پسر کوچک» روی هیروشیما انداخته شد. سه روز بعد، بمب «مرد چاق» روی ناگاساکی پرتاب شد. طی دو تا چهار ماه بعد، اثرات بمباران‌های اتمی بین ۹۰٬۰۰۰ تا ۱۶۶٬۰۰۰ نفر در هیروشیما و ۶۰٬۰۰۰ تا ۸۰٬۰۰۰ نفر در ناگاساکی را کشت؛ تقریباً نیمی از این مرگ‌ها در روز اول رخ داد. ماه‌ها پس از آن، بسیاری از مردم به دلیل سوختگی، بیماری تشعشع، و سایر جراحات، همراه با بیماری و سوءتغذیه، به مرگ ادامه دادند. با وجود پادگان نظامی قابل‌توجه هیروشیما که حدود ۲۴٬۰۰۰ سرباز تخمین زده می‌شد، حدود ۹۰٪ از کشته‌شدگان غیرنظامی بودند.
محققان به‌طور گسترده اثرات این بمباران‌ها بر ویژگی‌های اجتماعی و سیاسی تاریخ جهان و فرهنگ عامه را بررسی کرده‌اند و همچنان بحث‌های زیادی دربارهٔ توجیه اخلاقی و قانونی این بمباران‌ها وجود دارد. حامیان معتقدند بمباران‌های اتمی برای پایان دادن به جنگ با حداقل تلفات ضروری بود و در نهایت از تلفات بیشتر در هر دو طرف جلوگیری کرد؛ منتقدان معتقدند این بمباران‌ها برای پایان جنگ غیرضروری بود و یک جنایت جنگی محسوب می‌شود که پیامدهای اخلاقی و قانونی را به دنبال دارد.

## عملیات اول: بمباران هیروشیما

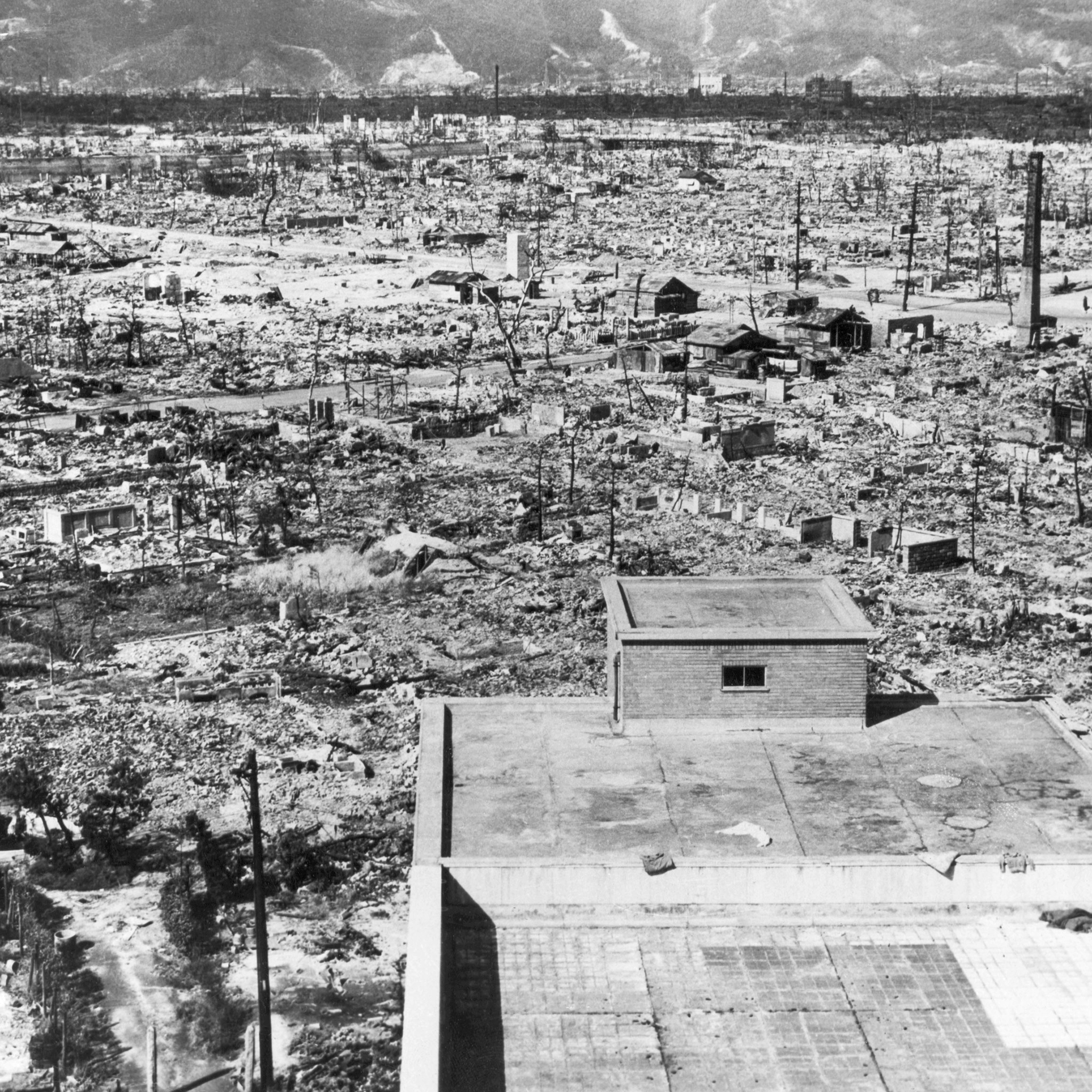
هیروشیما پس از اصابت بمب هسته‌ای آمریکا

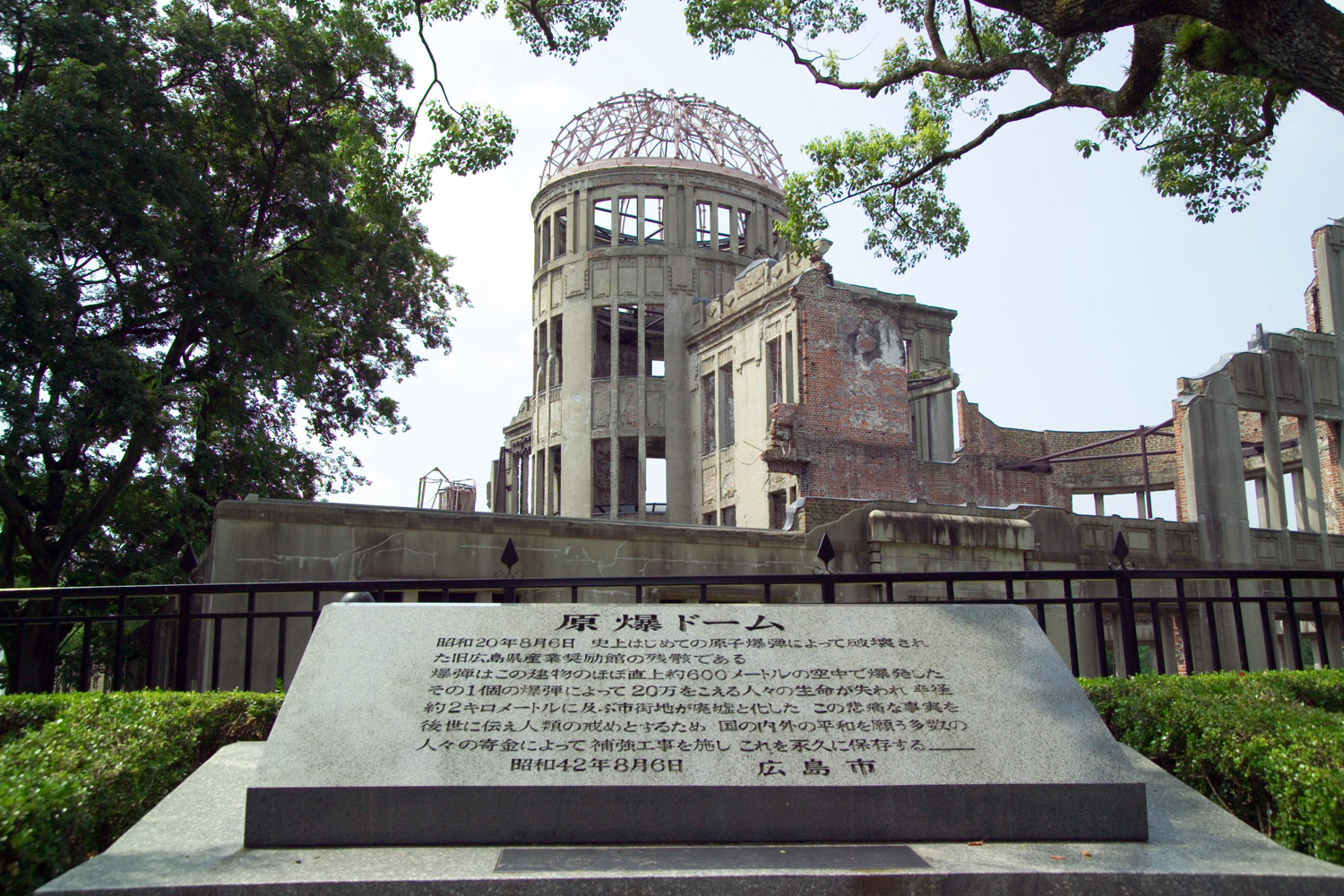
یادمان بمباران هسته‌ای هیروشیما، تنها ساختمانی است که در نزدیکی محل انفجار قرار داشت و به صورت کامل تخریب نشد.

عملیات اول در تاریخ دوشنبه، ساعت ۸ و ۱۵ دقیقه روز ۶ اوت ۱۹۴۵ به وقت محلی در شهر هیروشیما انجام گرفت.
بمب اتمی اول به نام پسر کوچک توسط یک هواپیمای بمب افکن بوئینگ بی-۲۹ به نام انولا گی (به انگلیسی: Enola Gay) روی هیروشیما انداخته شد. برای تأثیر تخریبی بیشتر، بمب به نحوی تنظیم شده بود که ۵۷۶ متر بالای سطح زمین منفجر شود. انرژی تولید شده توسط این بمب برابر بود با انرژی حاصل از ۱۶ هزار تن تی‌ان‌تی. فعل و انفعالات اتمی در مرکز این بمب باعث گرمایی حدود چندین میلیون درجه سانتیگراد شد. این گرمای عظیم هر چیزی را تا شعاع یک و نیم کیلومتری مرکز اصابت بمب به‌طور کلی ذوب کرد. مردمی که از دور دست انفجار «پسر کوچک» را در آسمان هیروشیما مشاهده کردند، می‌گفتند که خورشید دیگری را در آسمان دیده‌اند.
دو سوم ساختمان‌های هیروشیما از جمله کارخانه‌های فولادسازی و صنعتی چون میتسوبیشی در اثر این بمباران نابود شدند. تنها چیزی که از شهر باقی‌ماند ساختمان تالار ترویج صنعتی استانی هیروشیما بود که انفجار، بالای گنبد این بنا رخ می‌دهد و به خاطر قرار گرفتن در کانون مرکزی انفجار، کاملاً ویران نشد.

## عملیات دوم: بمباران ناگاساکی

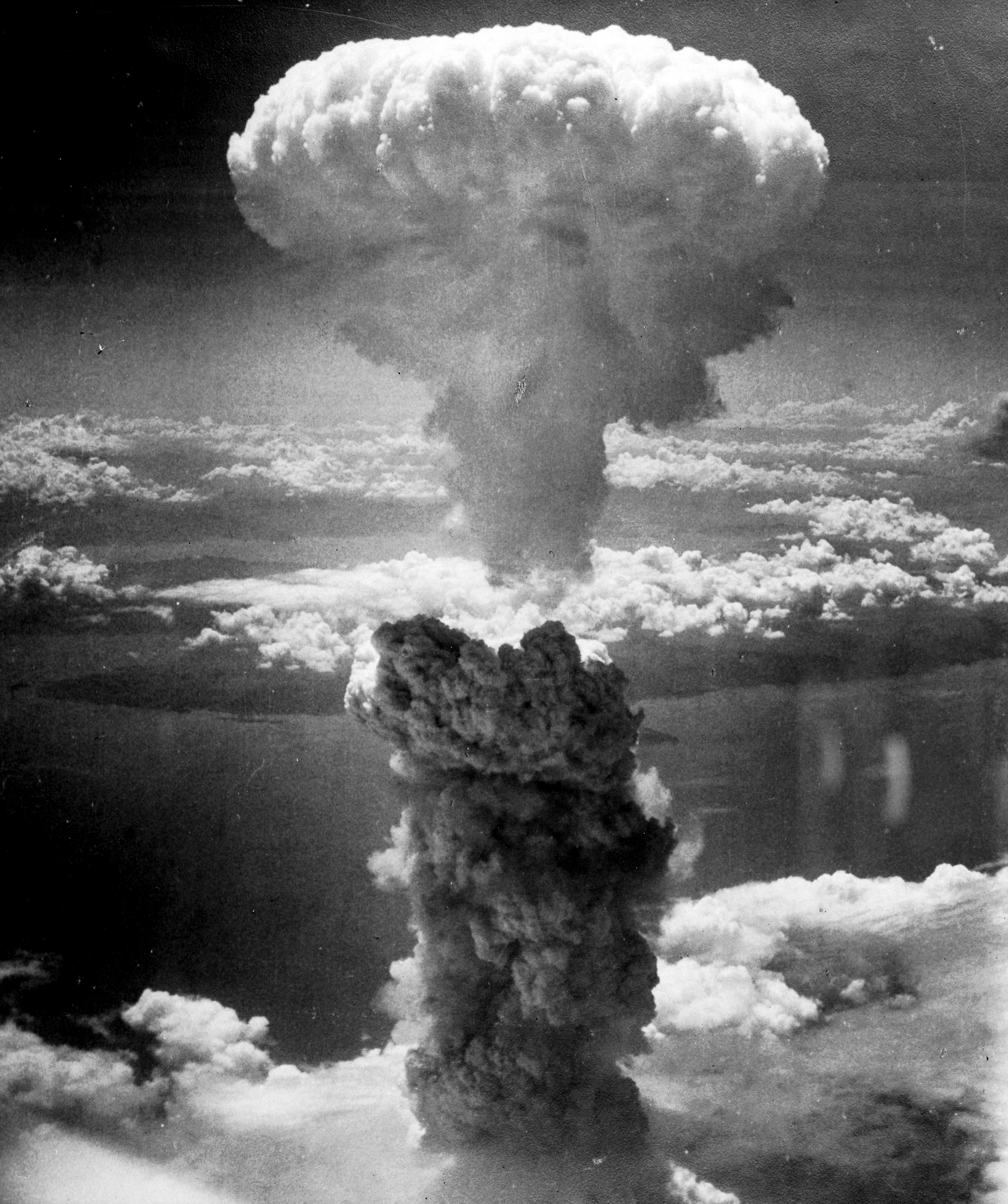
ابر قارچی تشکیل شده پس از انفجار بمب اتمی در ناگاساکی

دو روز پس از بمباران هیروشیما و برخلاف انتظار و میل آمریکا، دولت شوروی به امپراتوری ژاپن اعلان جنگ داد و نیروهای ارتش سرخ شوروی به مواضع ژاپن در منچوری یورش بردند. ورود شوروی به جبهه جنگ اقیانوس آرام باعث شد که دولت آمریکا مصمم شود هرچه سریعتر جنگ را به نفع خود و بدون مشارکت شوروی خاتمه دهد. در این راستا استفاده بیشتر از سلاح هسته‌ای ساده‌ترین راه فشار بر ژاپن بود، و نیروهای مسلح آمریکا برای استفاده مجدد از بمب هسته‌ای نیازی به مجوز جدید دولت نداشتند؛ زیرا مجوزی که ترومن برای حمله اتمی صادر کرده بود اجازه استفاده از بمب‌های جدید را می‌داد.
بر اساس اطلاعات هواشناسی نیروی هوایی آمریکا، بازهٔ زمانی مساعد برای حمله دوم به ژاپن سه روز پس از حمله اول پدیدار می‌شد، و باید از این بازه حداکثر استفاده به عمل می‌آمد. هدف بعدی برای بمباران هسته‌ای، شهر کوکورا (که امروزه کیتاکیوشو، فوکوئوکا نامیده می‌شود) بود که صنایع گسترده نظامی و اسلحه‌سازی در آن وجود داشت. در ابتدای مأموریت بر اساس گزارش هواشناسی، دید مناسبی برای هدف‌گیری بر فراز کوکورا وجود داشت اما وقتی هواپیمای بمب‌افکن به حدود منطقه مورد نظر رسید، تمام آسمان شهر با دود و غبار پوشیده شده بود و امکان پیدا کردن هدف را از میان برده بود. علاوه بر دید کم، پدافند هوایی و ظاهر شدن هواپیماهای شکاری ژاپن مسئله را کمی بغرنج کرده بود. پس از صرف نظر از بمباران منطقه کوکورا، بمب‌افکن آمریکایی فقط سوخت کافی برای بازگشت به پایگاه هوایی در اوکیناوا داشت. فرمانده عملیات تصمیم گرفت که به جای رها کردن بمب اتمی در دریا یا بازگرداندن آن به پایگاه، بهتر است آن را روی ناگاساکی بیندازند که در مسیر بازگشت بمب‌افکن به پایگاه هوایی در اوکیناوا قرار داشت و یکی از اهداف کم‌اهمیت‌تر آمریکا در ژاپن محسوب می‌شد.
آسیبهای وارده به هیروشیما به مراتب بیشتر از ناگاساکی بوده است چرا که هیروشیما شهری صاف بوده و تشعشعات هسته‌ای تمام شهر را درنوردید ولی ناگاساکی حالتی داشت که شهر در میان دو دره تقسیم شده بود و نصف شهر در یک دره و نصف دیگر در دره مجاور قرار داشت و با رهاسازی بمب هسته‌ای در یکی از دره‌ها بخش دیگر شهر که در دره دیگر قرار داشت به مراتب آسیب کمتری دید
بدین ترتیب در تاریخ پنجشنبه ساعت ۲ و ۴۷ دقیقه صبح ۹ اوت ۱۹۴۵ میلادی، بمب دیگری به نام «مرد چاق» (به انگلیسی: Fat Man) روی شهر ناگاساکی انداخته شد.

## میراث بمباران هسته‌ای

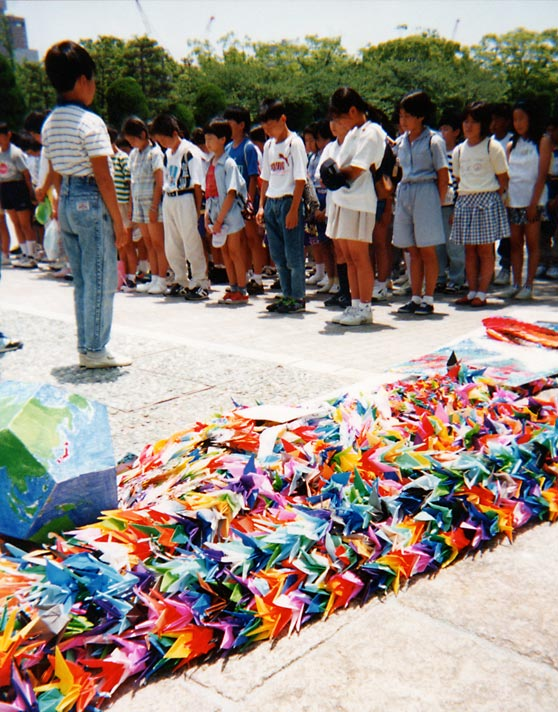
دانش‌آموزان ژاپنی در حال ادای احترام به قربانیان خردسال بمباران اتمی، در کنار هزار درنای کاغذی رنگارنگ

### مراسم یادبود هیروشیما
هرساله در روز ۱۰ اوت مراسم بزرگی برای یادبود قربانیان بمباران‌های هسته‌ای در پارک یادمان جنگ شهر ناگاساکی برگزار می‌شود. در پایان این مراسم، نخست‌وزیر ژاپن طی قرائت قطعنامه‌ای درخواست حرکت به سمت جهانی عاری از سلاح‌های هسته‌ای را مطرح می‌نماید.

### دُرناهای کاغذی
همه ساله مردم سراسر جهان با درست کردن درناهای کاغذی و فرستادن آن به مرکز ساداکو در پارک یادمان جنگ شهر ناگاساکی، همدردی خود را با قربانیان بمباران و انزجار خود را از کاربرد و گسترش سلاح‌های هسته‌ای اعلام می‌کنند.
مجسمهٔ ساداکو در این پارک به یاد دختر ۱۲ ساله‌ای به نام ساداکو ساساکی برپا شده که هنگامی که فقط دو سال داشت، بمب اتمی «پسر کوچک» توسط نیروی هوایی ایالات متحده آمریکا به روی هیروشیما انداخته شد و در اثر تشعشعات رادیواکتیو باقی‌مانده از آن، دچار سرطان خون شد و درگذشت. بر اساس افسانه‌های ژاپنی، اگر کسی هزار دُرنای کاغذی درست کند، یکی از آرزوهایش برآورده می‌شود. ساداکو درحالی‌که در بیمارستان بستری بود، با تشویق دوستانش و کمک برادرش شروع به ساختن درناهای کاغذی کرد، اما پس از ساخت ۶۴۴ درنا درگذشت و ادامه درناهای کاغذی اش را دوستانش برایش درست کردند. در سال ۱۹۶۵ میلادی، از مجسمه ساداکو درحالی‌که درنایی طلایی در دست دارد در پارک صلح هیروشیما پرده‌برداری شد.
ساداکو ساساکی روی درنایش می‌نوشت: «من «صلح» را روی بال تو می‌نویسم تا تو به همه جهان پرواز کنی.»

### واکنش‌ها در برابر بمباران هسته‌ای

#### وزیر دفاع سابق ژاپن
روز ۳۰ ژوئن ۲۰۰۷، فومیو کیوما وزیر دفاع وقت ژاپن در اظهاراتی دربارهٔ جنگ دوم جهانی، تلویحاً بمباران اتمی این دو شهر ژاپن توسط نیروهای آمریکایی در اوت سال ۱۹۴۵ را اقدامی لازم دانسته بود. وی گفته بود: «برای پایان دادن به جنگ جهانی دوم، چاره‌ای جز بمباران اتمی و کشتار تعداد کثیری از مردم وجود نداشته است.» افکار عمومی ژاپن واکنش شدیدی به این اظهارات نشان دادند و شینزو آبه، نخست‌وزیر ژاپن، اظهارات وزیر دفاع را تقبیح کرد. چند روز بعد در ۳ ژوئیه ۲۰۰۷، وزیر دفاع تحت فشار افکار عمومی مجبور شد اظهار نظر قبلی خود دربارهٔ بمباران اتمی هیروشیما و ناگاساکی را پس بگیرد و با عذرخواهی از مردم این دو شهر، از مقام خود استعفا دهد.

#### خدمه هواپیمای بمب‌افکن
فرمانده هواپیمای «بی-۲۹» که در جنگ جهانی دوم نخستین بمب اتمی را بر شهر هیروشیمای ژاپن فرو انداخت در سن ۹۲ سالگی درگذشت. «پل تیبت»، در خانه‌اش در شهر کلمبوس در ایالت اوهایوی آمریکا درگذشت. سه تن از خدمه این هواپیمای جنگی، اظهار داشته‌اند که «کاربرد سلاح اتمی اقدامی لازم در تاریخ» بوده و آن‌ها از این کار «به دلیل پایان دادن به جنگ جهانی دوم پشیمان نیستند».
تنها خدمه بازمانده از بمب افکن بی-۲۹ که بمب اتمی را بر شهر هیروشیما انداخت در ژوئیه ۲۰۱۴ در سن ۹۳ سالگی در جورجیا درگذشت. تئودور ون کرک ملقب به «داچ» وقتی که ۲۴ ساله بود ناوبر هواپیمای «انولا گی» شد که بمب اتمی را روی هیروشیما انداخت.

## تأثیر بر تسلیم ژاپن
وارد ویلسون در آثار خود و از جمله در تازه‌ترین مقاله تحقیقی بلندش در فارین پالیسی، از یک سو به این واقعیت اشاره می‌کند که بنابر آمار رسمی تا فروافتادن بمب اتمی بر هیروشیما، ۶۸ شهر دیگر ژاپن هم آماج حملات وسیع و نابودکننده بمب‌های متعارف آمریکا قرار گرفته بودند و ۳۷۰ هزار کشته، ۷۵۰ هزار مجروح و آوارگی یک میلیون و هفتصد هزار نفر هم بیلان جنگ برای ژاپن تا آن زمان بود. او نتیجه می‌گیرد که قربانیان بمباران اتمی هیروشیما و ناگاساکی (به ترتیب ۶ و ۹ اوت ۱۹۴۵ به وقت ژاپن) که ابعاد دقیقشان دیرتر و بعد از اعلان تسلیم ژاپن مشخص شد در قیاس با این آمار چندان تفاوت فاحشی ندارند. نتیجه‌گیری ویلسون با اشاره به برخی حقایق دیگر این است که نه لزوماً بمب‌های اتمی، بلکه تحولات در عرصه سیاسی و به‌خصوص اعلان جنگ شوروی به ژاپن و تهاجم نظامی شوروی به منچوری در (۹ اوت ۱۹۴۵ به وقت ژاپن) محرک اصلی این کشور در تسلیم بوده است.

## کمیسیون تلفات بمباران اتمی (ABCC)
کمیسیون تلفات بمباران اتمی (کمیسیونی برای قربانیان بمب اتمی) کمیسیونی بود که در سال ۱۹۴۶ بر اساس دستور رئیس‌جمهور هری اس. ترومن تأسیس شد. تنها هدف این کمیسیون، تحقیق در مورد بازماندگان بمب‌های اتمی بود، زیرا آنها باور داشتند که تا جنگ جهانی بعدی این فرصت دیگر به دست نخواهد آمد.
بنابراین این کمیسیون به بررسی وضعیت سلامتی هیباکوشا پرداخت، اما درمان آنها را انجام نداد. رهبران آمریکایی درمان هیباکوشا را به عنوان پذیرش مسئولیت برای جراحات آنها می‌دانستند. در نتیجه، هیباکوشا احساس می‌کردند که توسط کمیسیون ABCC مانند موش‌های آزمایشگاهی رفتار شده است.
کمیسیون ABCC همچنین بر منطقه نیشیاما  در ناگاساکی تمرکز کرد. بین مرکز انفجار و نیشیاما کوه‌هایی وجود داشتند که باعث می‌شد تابش و گرمای انفجار نتواند به‌طور مستقیم به نیشیاما برسد و هیچ گونه آسیبی وارد نشود. اما به دلیل بارش خاکستر و باران، مشخص شد که تابش زیادی وجود دارد. به همین دلیل، پس از جنگ، بررسی‌های بهداشتی بدون اطلاع‌رسانی به مردم در مورد هدف آن انجام شد. در ابتدا، این تحقیقات توسط ارتش ایالات متحده انجام می‌شد، اما بعداً به کمیسیون ABCC منتقل شد.
چند ماه پس از بمباران‌های اتمی، مردم در نیشیاما افزایش قابل توجهی در تعداد گلبول‌های سفید نشان دادند. در حیوانات، لوکمی می‌تواند پس از مواجهه کامل بدن با تابش ایجاد شود، بنابراین می‌خواستند بررسی کنند که در انسان‌ها چه اتفاقی می‌افتد. همچنین، استئوسارکوم در انسان‌ها پس از مصرف مواد رادیواکتیو به صورت خوراکی مشاهده شد. بر اساس گزارشی که کمیسیون ABCC نوشته بود، بنابراین ساکنان منطقه نیشیاما، که به‌طور مستقیم تحت تأثیر بمباران‌های اتمی قرار نگرفته بودند، جمعیت ایده‌آلی برای مشاهده اثرات تابش باقی‌مانده بودند.
ایالات متحده تحقیقات مربوط به تابش باقی‌مانده را پس از استقلال ژاپن ادامه داد، اما نتایج هرگز به ساکنان نیشیاما گزارش داده نشد. به دنبال این، ساکنان پس از جنگ جهانی دوم به کشاورزی مشغول شدند و تعداد بیماران لوکمی افزایش یافت و افراد بیشتری جان خود را از دست دادند.
پس از بمباران‌های اتمی، دانشمندان ژاپنی خواستار انجام تحقیقاتی برای کمک به درمان هباکوشا شدند، اما SCAP به ژاپنی‌ها اجازه نداد که تحقیقاتی در مورد آسیب‌های ناشی از بمب اتمی انجام دهند. به ویژه قوانین تا سال ۱۹۴۶ سختگیرانه بودند که منجر به مرگ‌های بیشتر ناشی از تابش شد.
اگر هباکوشا از انجام معاینات پزشکی روتین امتناع می‌کردند، ABCC تهدید به محاکمه آن‌ها در دادگاه جنگی به اتهام جرایم جنگی می‌کرد. علاوه بر این، اگر هباکوشا می‌مردند، ABCC شخصاً به خانه‌های آن‌ها می‌رفت و اجسادشان را برای آتوپسی می‌برد. کمیسیون ABCC همچنین تلاش کرد اجساد یک دوقلوی مرده را برای تحقیق ببرد.

## فرهنگ پس از بمباران
پس از بمباران، بازماندگان و نسل‌های بعدی تلاش زیادی راستای حفظ یاد تمامی رنجبردگان و فداکاران انجام داده‌اند.
پروفسور آراتا اوزادا کتابی با نام پروانه‌ها بر آتش (بچه‌های هیروشیما) نوشته که در آن خاطرات دانش آموزانی که از واقعه اتمی آسیب دیده‌اند را جمع‌آوری و به چاپ رسانده. ترجمه فارسی این کتاب نیز در نشر نورآفرین موجود است.
پس از بمباران کلماتی در رابطه با این واقعه نیز وارد ادبیات ژاپنی شدند. برای مثال پیکادون (به انگلیسی: Pikadon) ساخته از پیکا به معنی نور تند و دون به معنی گرومب یا صدای انفجار است.